# Park Re-hyun
Park Re-hyun (koreanisch 박래현, 朴崍賢) (* 13. April 1920 in Namp’o (남포) der Provinz P’yŏngan-namdo (평안남도), Korea; † 2. Januar 1976 in Seoul (서울), Südkorea) war eine koreanische Malerin.

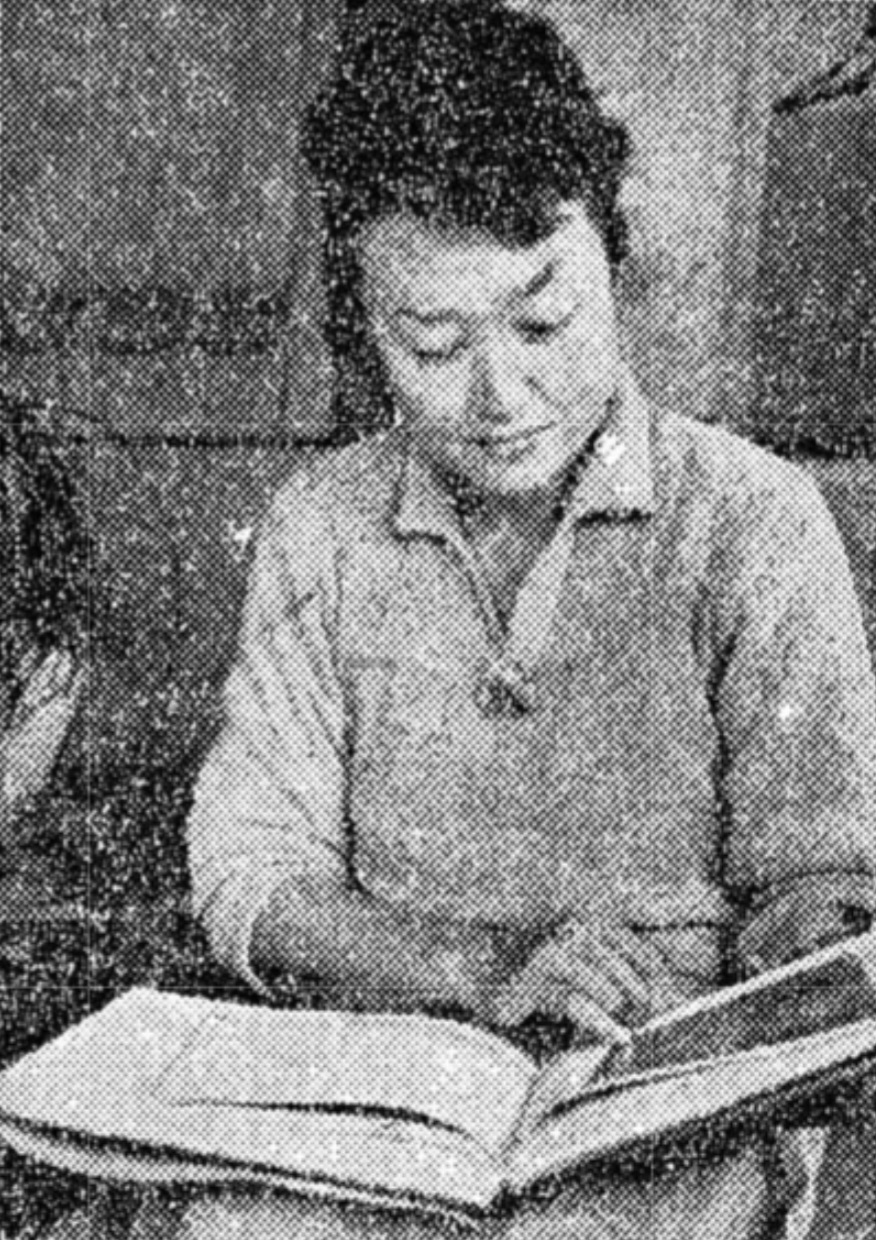
Park Re-hyun (1961)

Sie wurde auch unter dem Künstlernamen Uhyang (우향) bekannt, was so viel bedeutet wie Regen im Heimatort.

## Leben
Park Re-hyun wurde am 13. April 1920 als Tochter eines Landbesitzers in Namp’o (남포) der Provinz P’yŏngan-namdo, seinerzeit unter der Besatzung des Japanischen Kaiserreichs, geboren. Sie studierte Malerei am Gyeongseong College of Education, das später in das College of Education der Seoul National University übergegangen ist. 1940 wechselte sie zum Women's Art College in Tokio und konnte auf der 22. Chosen Art Exhibition im Jahr 1943 für ihr Erstlingswerk Make-up den Preis des Generalgouverneurs erzielen. 1944 schloss sie ihr Studium erfolgreich am College ab.
1947 heiratete Park Re-hyun Kim Ki-chang (김기장), den sie 1943 kennengelernt hatte. Da Kim arm, seinerzeit wenig gebildet und schwerhörig war, und sie aus guten Hause kam, sorgte ihre Heirat seinerzeit in der Kunstszene für Aufsehen. Doch beide gaben in dem darauf Park Re-hyun: Unsung pioneer of Korean modern art who juggled art, family life, languagefolgendem Jahr zwölf gemeinsame Ausstellungen, in denen ihr Mann durch seinen idiosynkratischen Stil ebenfalls zur Erweiterung der Sicht in der koreanischen Malerei beitrug.
Als 1950 der Koreakrieg begann, zog sie mit ihrem Mann nach Gunsan (군산) in die Provinz Jeollabuk-do (전라북도) an der Westküste. Trotz der Auswirkungen des Krieges konnte sie sich der Kunst widmen. In dieser Zeit sind hauptsächlich weiblichen Gestalten entstanden, die in ihren Zügen immer ärmer und einfacher wurden. Nach dem Ende des Kriegs zog Park Re-hyun wieder zurück nach Seoul und begann sich dem abstrakten und kubistischen Stil zu öffnen.
Im Januar 1960 stellte sie auf der Korean Contemporary Artists in Taiwan, die für sie die erste Auslandsausstellung war, einige ihrer Werke aus. Sie reise als Mitglied der Künstlergruppe Baegyanghoe (백양회), die sich 1957 zusammenfand um neue Richtungen in der koreanischen Malerei zu finden. Weitere Ausstellungen folgten in Tokio und Osaka. Im Dezember 1962 präsentierte sie zusammen mit ihrem Mann Werke, von denen viele ihre konkreten Formen verloren hatten. 1969 ging sie nach New York um am Pratt Graphics Center am Bob Blackburn Printmaking Workshop Program teilzunehmen. Nach zunächst Ätztechniken in ihren Werken öffnete sie sich später der Druckgrafik, in der sie plastische Textureffekte anwandte und sich damit von dem Stil der asiatischen Malerei entfernte. Die Druckgrafiken sollte ihre bestimmenden Werke bis zu ihrem Tod werden. 1974 hatte sie noch zusammen mit ihrem Mann ihre letzte Soloausstellung denn am 2. Januar 1976 verstarb sie in Folge einer Leberkrebserkrankung.

## Retrospektive
- Das Nationalmuseum für moderne und zeitgenössische Kunst in Seoul zeigte zum 100sten Geburtstag von Park Re-hyun vom 24. September 2020 bis zum 3. Januar 2021 in ihrer Niederlassung in Deoksugung (덕수궁) einige ihrer Werke in einer Retrospektive unter dem Titel Tripple Interpreter. Die Ausstellung teilte sich in vier Teil auf:
- figurative Werke aus den 1940er bis 1950er Jahren, in denen hauptsächlich Frauen als Motiv dargestellt wurden,
- Werke aus Ausstellungen, die sie gemeinsam mit ihrem Mann hatte,
- schriftliche Dokumente, die einen Einblick in ihr Privates gaben,
- abstrakte Werke aus den 1960er Jahren und Druckgrafiken aus den 1970er Jahren.[2]